# Wyżnie Kasprowe Siodło
Wyżnie Kasprowe Siodło – położona na wysokości ok. 1830 m n.p.m. płytka przełęcz w północno-wschodniej grani Kasprowego Wierchu w polskich Tatrach Zachodnich. Oddziela Kasprowy Wierch (1987 m) od Uhrocia Kasprowego (1852 m). Rejon przełęczy zbudowany jest ze skał granitowych. Od południowej strony stoki spod przełęczy opadają do Doliny Suchej Stawiańskiej. Są niskie, piarżyste i porastające kępami kosodrzewiny. Od północnej strony stoki opadają do górnej części Doliny Suchej Kasprowej. Znajduje się w nich Żleb Ciaptaka. Dawniej zapewne przechodzili nim pasterze. Dla taterników nie był interesujący. Zjeżdżali nim natomiast narciarze, oceniając stopień trudności na 3+.

## Przypisy

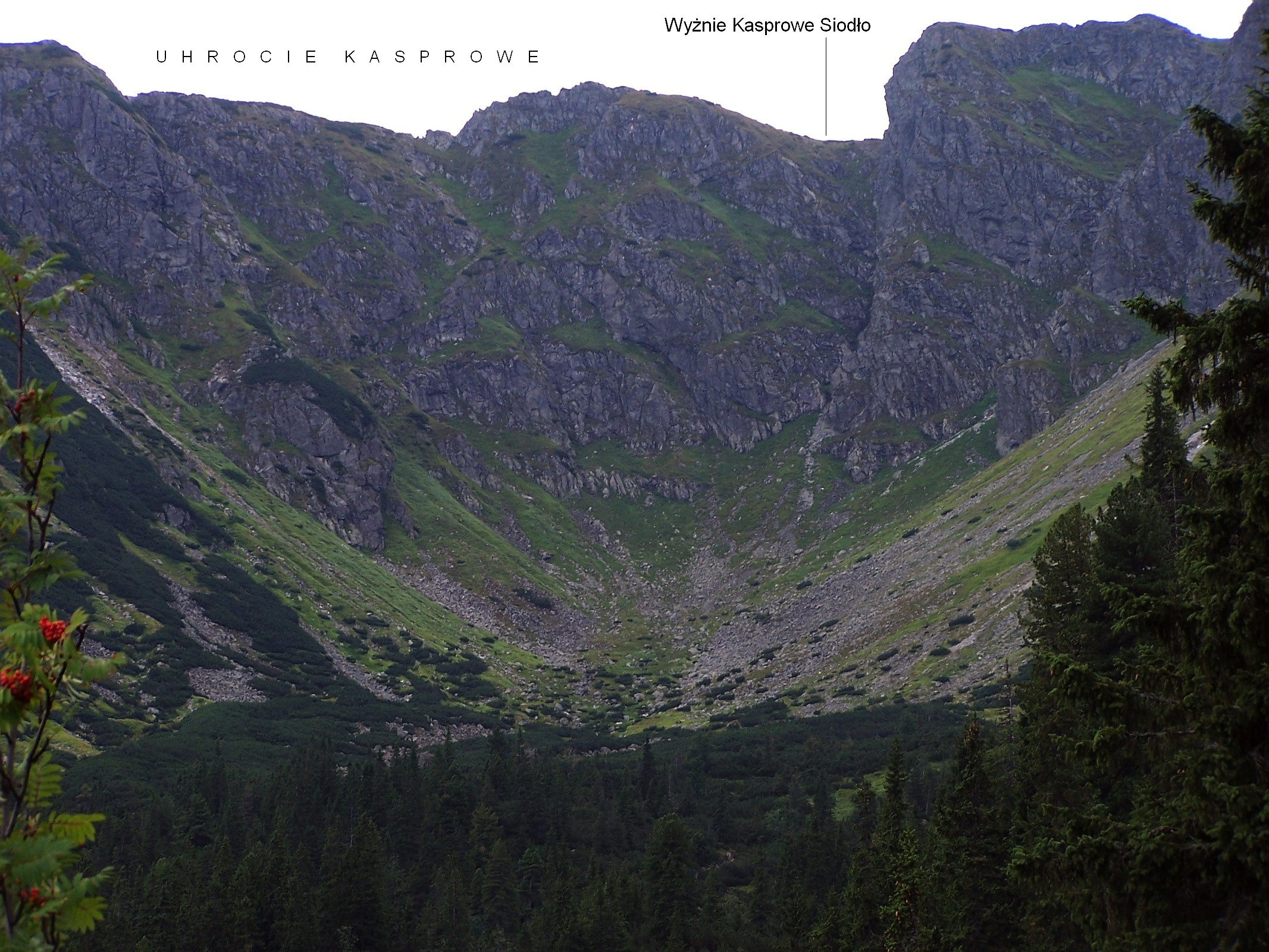
Widok od północnej strony